# Neu-Bamberg

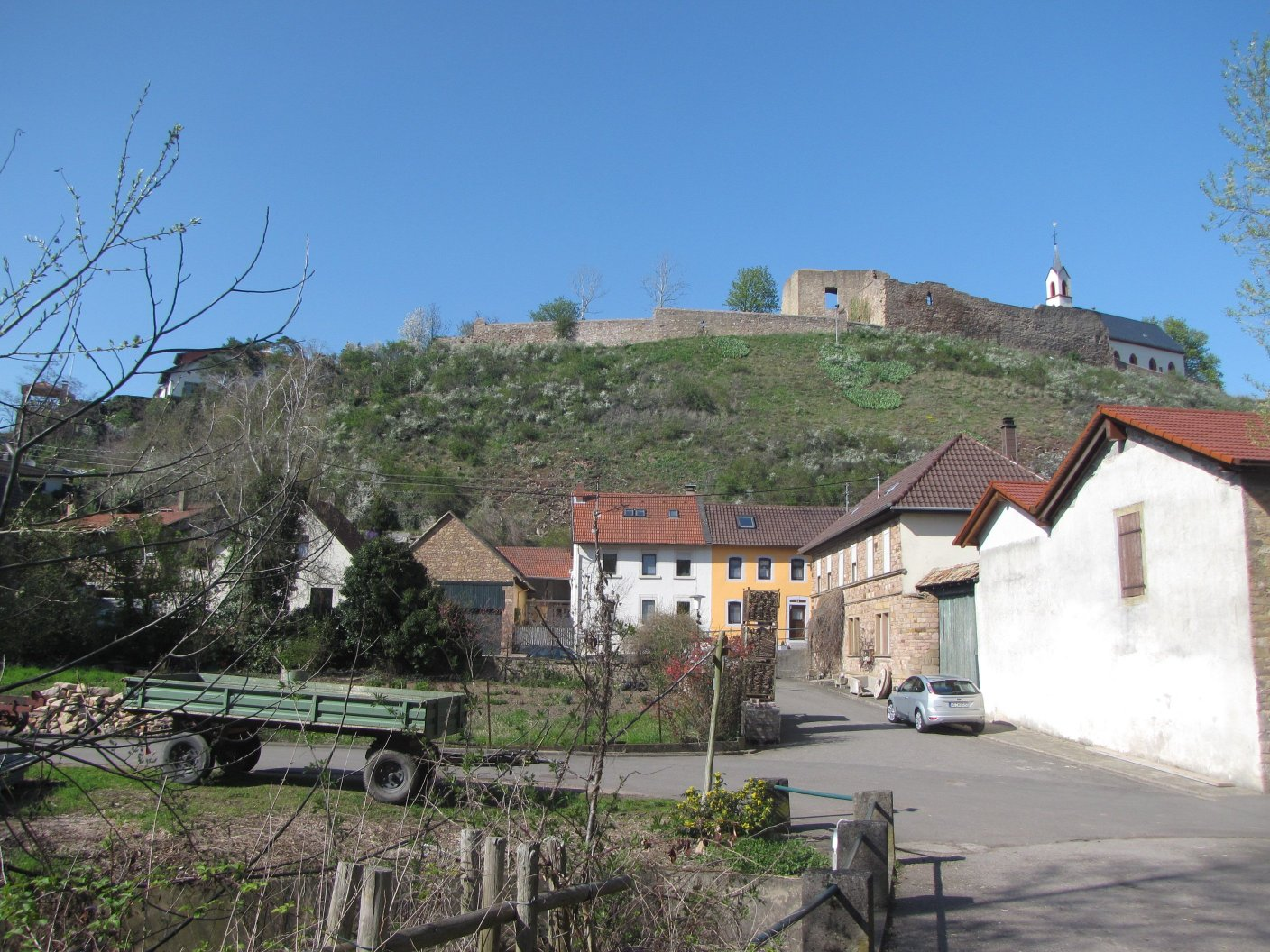
Neu-Bamberg

Neu-Bamberg ist eine Ortsgemeinde im Landkreis Bad Kreuznach in Rheinland-Pfalz. Sie gehört der Verbandsgemeinde Bad Kreuznach an.

## Geographie
Der Weinort liegt in der Rheinhessischen Schweiz. Zu Neu-Bamberg gehören auch die Wohnplätze An der Weidenmühle, Waltershecke und Weidenmühle.

## Geschichte
Das heutige Gemeindegebiet war schon den karolingischen Herrschern bekannt. Die untergegangene Siedlung Sarlesheim wurde 858 in einer Besitzbestätigungsurkunde König Karls des Kahlen als „Zarahim“ erwähnt (D_Ch_II 494). Sarlesheim ist im späten Mittelalter aufgegeben worden. Im Mittelalter hießen der Ort und seine Burg Neu Baumburg im Gegensatz zu der eine Wegstunde entfernten Baumburg an der Alsenz, die ebenfalls von den Raugrafen im 12. Jahrhundert erbaut worden war, dann zur Unterscheidung in Alt Baumburg (Altenbaumburg) umbenannt wurde und dem Dorf Altenbamberg seinen Namen gegeben hat. Bis Ende des 18. Jahrhunderts gehörte Neubamberg zu Kurmainz.
Während der sogenannten Franzosenzeit war der Ort dem Kanton Wöllstein im Département Donnersberg zugeordnet. Aufgrund der 1815 auf dem Wiener Kongress getroffenen Vereinbarungen und einem 1816 zwischen Hessen-Darmstadt, Österreich und Preußen geschlossenen Staatsvertrag kam die Region und damit auch die Gemeinde „Neubamberg“ zum Großherzogtum Hessen (Hessen-Darmstadt) und wurde von diesem der Provinz Rheinhessen zugeordnet. Nach der Auflösung der rheinhessischen Kantone kam der Ort 1835 zum neu errichteten Kreis Bingen und 1852 zum Kreis Alzey. Entsprechend den damaligen Schreibgepflogenheiten im Großherzogtum Hessen wird der Ort bis heute mit Bindestrich geschrieben.
Nach dem Zweiten Weltkrieg kam Neu-Bamberg mit der Region Rheinhessen zur französischen Besatzungszone und wurde Teil des 1946 neu gebildeten Landes Rheinland-Pfalz.
1969 erfolgte im Zuge der Kommunalreform eine Umgliederung Neu-Bambergs in den Landkreis Bad Kreuznach, und der Ort wurde der neu gebildeten Verbandsgemeinde Bad Kreuznach zugeschlagen.
Neu-Bamberg lag an der 1898 eröffneten Bahnstrecke Sprendlingen–Fürfeld. Sie wurde 1960 stillgelegt.
Bevölkerungsentwicklung
Die Entwicklung der Einwohnerzahl von Neu-Bamberg, die Werte von 1871 bis 1987 beruhen auf Volkszählungen:
| Jahr | Einwohner |
| ---- | --------- |
| 1815 | 478       |
| 1835 | 602       |
| 1871 | 536       |
| 1905 | 646       |
| 1939 | 717       |
| 1950 | 737       |
| 1961 | 829       |

| Jahr | Einwohner |
| ---- | --------- |
| 1970 | 829       |
| 1987 | 886       |
| 1997 | 961       |
| 2005 | 959       |
| 2011 | 918       |
| 2017 | 939       |
| 2023 | 940       |

## Politik

### Gemeinderat
Der Gemeinderat in Neu-Bamberg besteht aus zwölf Ratsmitgliedern, die bei der Kommunalwahl am 9. Juni 2024 in einer personalisierten Verhältniswahl gewählt wurden, und dem ehrenamtlichen Ortsbürgermeister als Vorsitzendem.
Die Sitzverteilung im Gemeinderat:
| Wahl | SPD | CDU | FWG | Gesamt   |
| ---- | --- | --- | --- | -------- |
| 2024 | 4   | –   | 8   | 12 Sitze |
| 2019 | 4   | 2   | 6   | 12 Sitze |
| 2014 | 5   | 3   | 4   | 12 Sitze |
| 2009 | 5   | 3   | 4   | 12 Sitze |
| 2004 | 6   | 3   | 3   | 12 Sitze |

- FWG = Freie Wählergemeinschaft Neu-Bamberg e. V.

### Bürgermeister
Ortsbürgermeister ist Markus Müller (Freie Wähler). Bei der Direktwahl am 26. Mai 2019 wurde er mit einem Stimmenanteil von 54,17 % gewählt und ist damit Nachfolger von Marc Ullrich, der nicht mehr kandidiert hatte. Bei der Direktwahl am 9. Juni 2024 wurde er als einziger Bewerber mit 87,1 % für weitere fünf Jahre in seinem Amt bestätigt.

### Wappen
| Wappen von Neu-Bamberg | Blasonierung: „In Silber auf grünem Dreiberg ein grüner belaubter Eichbaum.“                              |
| Wappen von Neu-Bamberg | Wappenbegründung: Es geht zurück auf ein Gerichtssiegel aus dem Jahr 1584 und symbolisiert den Ortsnamen. |

## Wirtschaft und Infrastruktur

### Weinbau
Neu-Bamberg gehört zum „Weinbaubereich Bingen“ im Anbaugebiet Rheinhessen. Im Ort sind acht Weinbaubetriebe tätig, die bestockte Rebfläche beträgt 58 Hektar. Etwa 76 % des angebauten Weins sind Weißweinrebsorten (Stand 2007). Im Jahre 1979 waren noch 18 Betriebe tätig, die damalige Rebfläche betrug 54 Hektar.

### Verkehr
Der Ort wird von der Bundesstraße 420 passiert, die als Zubringer zur Bundesautobahn 61 dient.

### Öffentliche Einrichtungen
- Kindergarten

## In Neu-Bamberg geboren
- Heinrich Michel (1842–1909), Bürgermeister und Mitglied des Landtags des Großherzogtums Hessen
- Hubert Luttenberger (1926–2021),  Motorradrennfahrer